# Hooihandel (schip, 1913)
De Hooihandel is een Nederlands motorschip uit 1913, dat behouden is gebleven. Het is als varend erfgoed ingeschreven in het Register Varend Erfgoed Nederland. Voor zover bekend heeft het schip in de beroepsvaart meegewerkt aan de bouw van de Afsluitdijk. Na de watersnoodramp van 1953 werden tot pakweg 1961 grote hoeveelheden rijshout vervoerd. Daarna is het meerdere keren van eigenaar gewisseld en werd het aangepast en gerestaureerd. In de 21e eeuw is het in gebruik als recreatieschip.

## Geschiedenis

### 1913 – 1921
Schipper Simon Boelhouwer, geboren te Giessendam op 24 februari 1882, was een handelaar in hooi. Hij liet het schip in het aangrenzende Sliedrecht bouwen door scheepswerf A. Baars & Zonen. Boelhouwer was getrouwd met Elizabeth Baars, de dochter van de scheepsbouwer Arie Baars. Het type is een Katwijker, herkenbaar aan het brede berghout, de zelflosmast.  Doorgaans hebben Katwijkers geen roef.  de Hooihandel is wel gebouwd met roef. Dit is te zien aan het brandmerk dat is aangebracht op de roef.  Een stuurhut was er aanvankelijk niet. Deze is na de tweede Wereldoorlog oorlog geplaatst. 

#### Brand aan boord
Op 30 juli 1914 brak er op de Merwede ten westen van Gorcum brand uit op het schip, dat geladen was met 25 ton hooi. Het schip werd naar de kant gesleept en de aanzienlijke schade werd gerepareerd.

### 1921 – 1933
In 1921 kwam het schip op naam te staan van de Sliedrechtse familie Blokland. Het schip kreeg de naam ‘’Jonge Reijer’’.

#### Gronding op de Zuiderzee
Tijdens een reis van Breezand naar Amsterdam raakte het schip op een mistige dag in februari 1932 uit koers en liep het voor de haven van Hindeloopen aan de grond. Geholpen door ‘eenige rappe handen’ konden ze de haven binnenlopen. Dat was toen nog een getijdehaven en bij hoogwater konden ze verder. Kort daarna, op 28 mei 1932, werd het gat in de Afsluitdijk gedicht en werd de Zuiderzee het IJsselmeer.

#### Lastige tijden in Sliedrecht
Nadat de Zuiderzeewerken waren afgerond lag de Jonge Reijer zonder werk in de haven van Sliedrecht. De familie Blokland kon haar hypothecaire schuld niet meer aflossen en het schip werd in een openbare veiling verkocht door de schuldeisers. Dit geschiedde in Dordrecht op 22 maart 1933 door notaris A. E. Gomm. Het schip was te bezichtigen in de Binnen Kalkhaven te Dordrecht en werd met complete scheepsinventaris verkocht. Het mat toen 48 ton en had een Kromhoutmotor van 30 paardenkrachten.

### 1933 – 1948
De Gebroeders Volker kochten het schip uit die openbare verkoping. Op 24 maart 1933 werden zij officieel ingeschreven in de scheepsliggers met beide een ½ aandeel. De ene broer was Klaas Volker, aannemer, geboren te Sliedrecht 1 maart 1881, overleden aldaar 30 juni 1952. Hij trouwde met Joosje Dekker. De andere broer was Tijs Wouter Volker, geboren te Sliedrecht 8 juli 1883, overleden aldaar 25 februari 1958. Hij trouwde op 18 juni 1908 met Bastiaantje Prins, geboren te Sliedrecht 16 januari 1885, overleden aldaar 10 maart 1953. 
Het schip werd aangekocht voor het vervoer van rijshout in de door Tijs gepachte grienden, om een werkloos schipper aan het werk te helpen.

#### Rijshandel
Uit de scheepsliggers blijkt dat de Gebroeders Volker de naam van het schip veranderden in Rijshandel. Het laadvermogen verminderde met ongeveer 5 ton, doordat in 1933 het toezicht op de schepen intensiveerde en de schepen werden hermeten. Om alsnog hetzelfde of meer laadvermogen te krijgen en aan de toenmalige voorschriften te voldoen hadden de gangboorden moeten worden verhoogd. Die verhoogde gangboorden worden kalffdekken genoemd.
De naam Rijshandel verwijst naar het rijshout dat vervoerd werd. Dit werd veel gebruikt in de waterbouw om zinkstukken te maken, waarop puin gestort werd als fundering voor dijken en dammen.

#### Rechtszaak evenredige vrachtverdeling
Een aantal maanden na de overname van het schip in 1933 tekende schipper T.W. Volker beroep aan bij de Raad van Beroep voor Bevrachtingszaken tegen een beslissing van de bevrachtingscommissie over de evenredige vrachtverdeling. Volker kon aannemelijk maken dat dit schip als vervanging diende voor de kleine sleepschuiten die hij voorheen had en won de zaak.

#### Tweede Wereldoorlog
Na de Tweede Wereldoorlog is het schip weer terecht, weliswaar met een grote deuk in de boeg. In 1948 waren de broers Volker rond de zeventig en verkochten zij na vijftien jaar het schip.

### 1948 – 1970
Nieuwe eigenaar werd de firma A. Prins Th. zn. in Sliedrecht, een grote naam in de baggerwereld. Haaf Prins, sinds 1938 president-commissaris, had de leiding bij de aankoop. De naam werd veranderd in ''Vertrouwen II''. In 1961 verandert de tenaamstelling in Prins Aannemings Maatschappij NV, eveneens in Sliedrecht.

#### 1955: Een nieuwe motor
In 1955 werd een nieuwe Deutz-motor geplaatst, waarmee het vermogen verdubbelde naar 60 pk. Deze maakt meer toeren en heeft door de luchtkoeling een hard en schel geluid, heel anders dan de reeks ploffen waarmee de Kromhout-langzaamloper 42 jaar zijn werk deed. Uit deze tijd stamt ook het mahoniehouten stuurhuis.

### 1970 - Heden

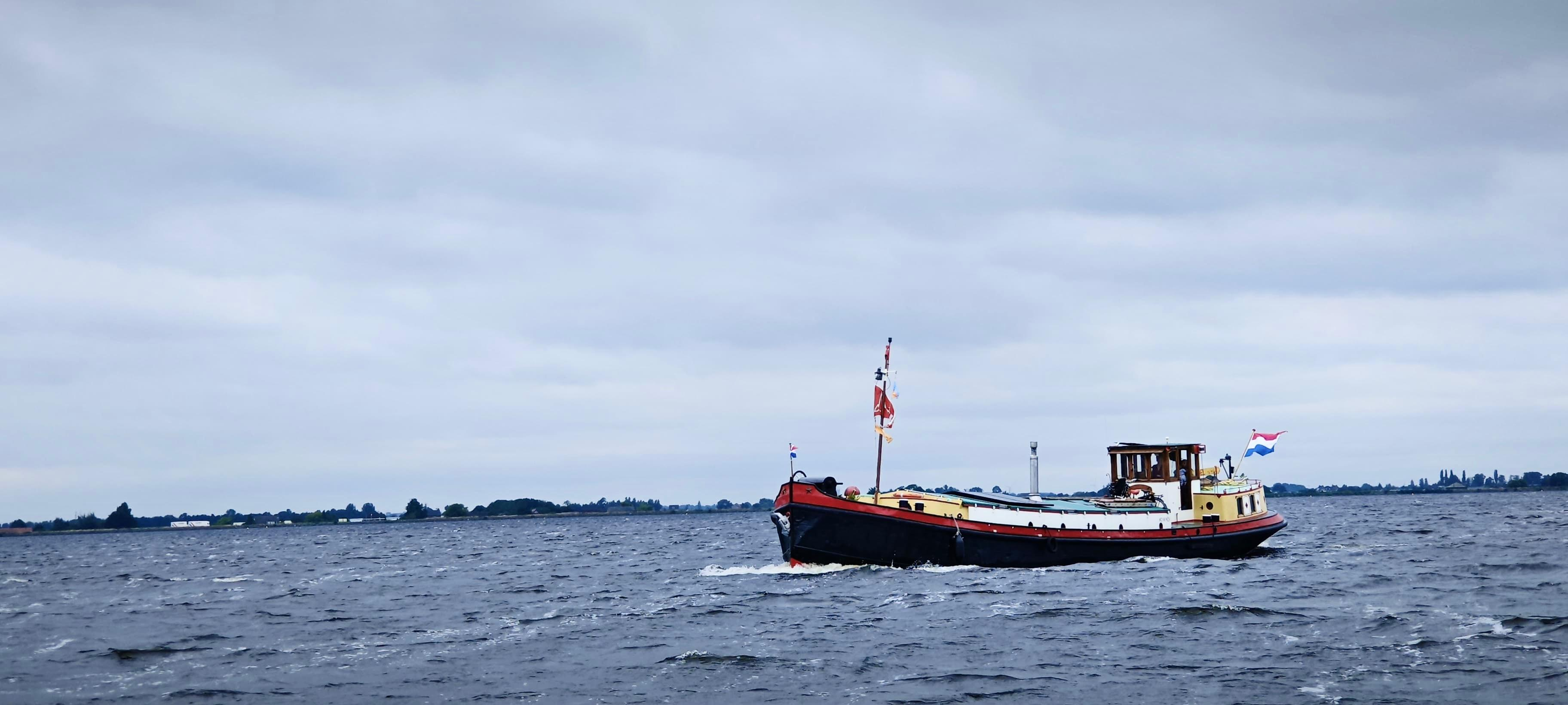
Westeinderplassen, 2024

In de tachtiger jaren werd gebruik gemaakt van een saneringsregeling. Het schip werd verkocht aan hippies in Amsterdam. De ligplaats werd de Nieuwe Vaart (Amsterdam) tussen brouwerij 't IJ en werf 't Kromhout. De volgende eigenaren waren Engelsen. Zij hebben er veel restauratiewerk aan gedaan en reisden met het schip door Frankrijk. In 2024 ging het als woonschip onder de naam Hooihandel over naar de huidige eigenaren, B. Boerbooms en R.L. Hubens in Goedereede.

## Liggers Scheepmetingsdienst
| Meetnummer | District en volgnr. | Meetdatum        | Meetplaats | Lengte [m] | Breedte [m] | Inzinking [m] | Waterverplaatsing [ton] | Naam          | Eigenaar                            | Domicilie  |
| ---------- | ------------------- | ---------------- | ---------- | ---------- | ----------- | ------------- | ----------------------- | ------------- | ----------------------------------- | ---------- |
| D2655N     | Dordrecht           | 8 juli 1913      | Dordrecht  | 21,10      | 4,64        | -             | 54,746                  | HOOIHANDEL    | S. Boelhouwer en zn                 | Giessendam |
| D5024N     | Dordrecht           | 6 oktober 1933   | Dordrecht  | 21,21      | 4,66        | -             | 48,994                  | RIJSHANDEL    | Gebr. Volker                        | Sliedrecht |
| R16500N    | Rotterdam           | 20 november 1948 | Sliedrecht | 21,21      | 4,65        | 1,37          | 54,909                  | VERTROUWEN II | N.V. A. Prins Th.Zn's Aanneming Mij | Sliedrecht |

Uit de scheepsliggers van 1913 blijkt ook dat de Hooihandel op 12 november 1913 en 19 augustus 1916 ook in Gouda werd gemeten.
21 mei 1932 stelt scheepsmeter A. Kraijenbrink in Dordrecht een getuigschrift op van de aanbrenging van een brandmerk van een "ten hypotheekkantore te boek gesteld" schip. Naam op het getuigschrift; Jan Blokland, motorschipper te Sliedrecht. Een klein jaar later verkocht het hypotheekkantoor het schip bij een faillissementsveiling. Het merk is aangebracht achter op de roef aan stuurboord en is een eeuw later nog heel duidelijk te zien.